# 马崇仁 (1953年)
马崇仁（1953年6月—），男，河北人，中华人民共和国外交官，曾任中华人民共和国驻奥克兰总领事和中华人民共和国驻萨摩亚独立国特命全权大使。

## 生平
1973年，进入中华人民共和国外交部工作，先后在外交部总务司、驻民主也门大使馆和外交部财务司任职。1996年，任外交部财务司副司长。1999年，任外交部财务司司长。2004年11月，出任中华人民共和国驻奥克兰总领事。2008年8月，出任中华人民共和国驻萨摩亚大使。2011年2月，自驻萨摩亚大使离任。

## 家庭
已婚，有一女。